# Prokopská (Praha)
Prokopská ulice na Malé Straně v Praze spojuje Maltézské náměstí a ulici Karmelitská. Nazvána byla podle kostela svatého Prokopa založeného ve 13. století, zrušeného roku 1781, v roce 1784 jej přestavěl na obytný dům pražský architekt italského původu Ignác Jan Nepomuk Palliardi.

## Historie a názvy
Ve středověku místo mezi osadami Trávník a Nebovidy, později náleželo k lokalitě Újezd. Přes ulici tekl potok ze Strahova přes dnešní ulici Tržiště, který dále pokračoval do Vltavy. V první polovině 13. století tu johanité postavili kostel svatého Prokopa, který byl v roce 1420 za husitských válek vypálen, rekonstruován byl v letech 1689-1693 v barokním slohu. Kolem kostela vedla středověká  cesta z Pražského hradu přes Malostranské náměstí  k jihu, dále přibližně v ose Karmelitské ulice. Po výstavbě opevnění Malé Strany v roce 1253 kostel i s okolím zůstal vně hradeb. 
Po vytyčení ulic se tato ulice začala nazývat "U svatého Prokopa", v druhé polovině 18. století dostala název "Prokopská".

## Budovy, firmy a instituce
- dům U Zlatého gryfa - Prokopská 1, Maltézské náměstí 8[4]
- klasicistní dům U Bílého pelikána - Prokopská 2, Maltézské náměstí 9[5]
- bývalý kostel svatého Prokopa čp. 376/III - Prokopská 3, středověký kostel, vypálený roku 1420, byl v letech 1689-1693 obnoven podle projektu architekta Antonína Jana Luraga, zrušen dekretem císaře Josefa II. z roku 1781 a přestavěn na obytný dům v roce 1784, autorem projektu byl pražský architekt italského původu Ignác Jan Nepomuk Palliardi.[6]
- renesanční Dům U Pomazánky - Prokopská 4[7]
- dům U Zlatého pštrosa - Prokopská 5, Karmelitská 20[8]
- renesanční Dům U Sixtů - Prokopská 6[9]
- Dům U Věnce - Prokopská 8[10]
- dům U Černého koníčka - Prokopská 10[11]